# Tiri Tiri Matangi
Tiri Tiri Matangi è una piccola isola della Nuova Zelanda situata nel golfo di Hauraki, a 4 km a est della costa della penisola Whangaparaoa.
Si tratta di un'area protetta facente parte del parco marino del golfo dal 1971. Vi si possono trovare numerose rare specie di uccelli, tra cui takahē, alzavole delle Auckland, sellarossa, hihi e kōkako.
L'isola attrae 20.000 visitatori l'anno.

## Fauna

### Uccelli
- Acridotheres tristis
- Alauda arvensis
- Anthornis melanura melanura
- Anas aucklandica chlorotis
- Anas platyrhynchos platyrhynchos
- Anas superciliosa
- Anthus novaeseelandiae novaeseelandiae
- Apteryx owenii
- Ardea novaehollandiae novaehollandiae
- Ardenna bulleri
- Ardenna carneipes
- Bowdleria punctata vealeae
- Porphyrio mantelli mantelli
- Callaeas cinerea wilsoni
- Carduelis carduelis
- Carduelis chloris
- Carduelis flammea
- Charadrius obscurus
- Chrysococcyx lucidus lucidus
- Circus approximans
- Columba livia
- Cyanoramphus novaezelandiae novaezelandiae
- Cygnus atratus
- Dacelo novaeguineae novaeguineae
- Egretta sacra sacra
- Eolophus roseicapillus
- Eudynamys taitensis
- Eudyptula minor
- Fringilla coelebs
- Gallirallus australis greyi
- Gerygone igata
- Gymnorhina tibicen
- Haematopus unicolor
- Halcyon sancta vagans
- Hemiphaga novaeseelandiae novaeseelandiae
- Hirundapus caudacutus caudacutus
- Hirundo tahitica neoxena
- Larus dominicanus dominicanus
- Larus novaehollandiae scopulinus
- Limosa lapponica baueri
- Macronectes halli
- Mohoua albicilla
- Ninox novaeseelandiae novaeseelandiae
- Morus serrator
- Nestor meridionalis septentrionalis
- Notiomystis cincta
- Passer domesticus
- Pelagodroma marina maoriana
- Pelecanoides urinatrix urinatrix
- Petroica australis longipes
- Petroica macrocephala
- Phalacrocorax carbo novaehollandiae
- Microcarbo melanoleucos brevirostris
- Phalacrocorax varius varius
- Philesturnus carunculatus rufusater
- Platycercus eximius
- Porphyrio porphyrio melanotus
- Porzana tabuensis plumbea
- Procellaria parkinsoni
- Prosthemadera novaeseelandiae novaeseelandiae
- Prunella modularis
- Pterodroma macroptera gouldi
- Puffinus gavia
- Rhipidura fuliginosa placabilis
- Stercorarius parasiticus
- Sterna caspia
- Sterna striata
- Stictocarbo punctatus punctatus
- Streptopelia chinensis tigrina
- Streptopelia roseogrisea
- Sturnus vulgaris
- Synoicus ypsilophorus
- Tadorna variegata
- Thinornis novae-seelandiae
- Turdus merula
- Turdus philomelos
- Vanellus miles novaehollandiae
- Zosterops lateralis lateralis

### Altri animali
- Cyclodina aenea
- Danaus plexippus
- Delphinus delphis
- Galaxias fasciatus
- Hemideina spp.
- Ischnura aurora
- Lycaena spp.
- Odontria xanthosticta
- Oligosoma moco
- Sphenodon punctatus
- Tursiops truncatus